# Symposion Urbanum
Das Symposion Urbanum war ein Bildhauersymposium, das 1971 anlässlich des 500. Geburtstags Albrecht Dürers in Nürnberg ausgerichtet wurde.
Die Ausstellung von Skulpturen im öffentlichen Stadtraum – deutschlandweit eine der ersten – sorgte damals für Furore.
Es war die Initialzündung zum Thema Kunst im öffentlichen Raum in Nürnberg. Viele der damals hauptsächlich in der Altstadt aufgestellten Kunstwerke verblieben in Nürnberg – auch wenn sie zum Teil an andere Plätze umgesetzt wurden. 2021/22 wurden zum 50-jährigen Jubiläum Ausstellungen und Vorträge veranstaltet.

## Organisation
Den Anstoß hatte der österreichische Bildhauer Karl Prantl gegeben, der Nürnberger Galerist und Fabrikant Hansfried Defet verfolgte die Idee weiter. Für die Durchführung war schließlich der Verein Symposion Urbanum Nürnberg 71 e. V. verantwortlich, der Hansfried Defet, Gerhard G. Dittrich, Otto Peter Görl, Karl Friedrich Hartje, Wolfgang Jungen, Hanns Lottes, Eberhard Roters und Karl Gerhard Schmidt zu seinen Mitgliedern zählte.

## Beteiligte Künstler
- Hiromi Akiyama
- Andreu Alfaro
- Joachim Bandau
- Raffael Benazzi
- Marian Bogusz
- Hans-Jürgen Breuste
- Nicola Carrino
- (R.) Davite
- Makoto Fujiwara
- Erich Hauser
- Haus-Rucker-Co
- Leo Kornbrust
- Alf Lechner
- Ansgar Nierhoff
- Karl Prantl
- Buky Schwartz
- Hein Sinken
- Marciej Szańkowski
- Mitsuyuki Takeda
- Hajime Togashi
- Günter Tollmann
- A. D. Trantenroth
- Wilhelm Uhlig
- Barna von Sartory
- Joachim Wolff

## Werke

### Allegorie des Wassers
Das Japanische Bildhauerteam um Makoto Fujiwara bestand aus insgesamt 9 Bildhauern und erstellte drei Skulpturen im Stadtteil Langwasser: „Eine Kette unregelmäßig platzierter, knopfähnlicher Granitsteine durchzieht das gesamte Wohnviertel und wird an drei Stellen durch die Skulpturen Brücke, Wassertor und Tisch akzentuiert, die in einer reduzierten Formensprache mit dem Bild von bewegtem und stehendem Wasser spielen.“ Eine weitere Skulptur errichteten die Japaner am Franz-Reichel-Ring.

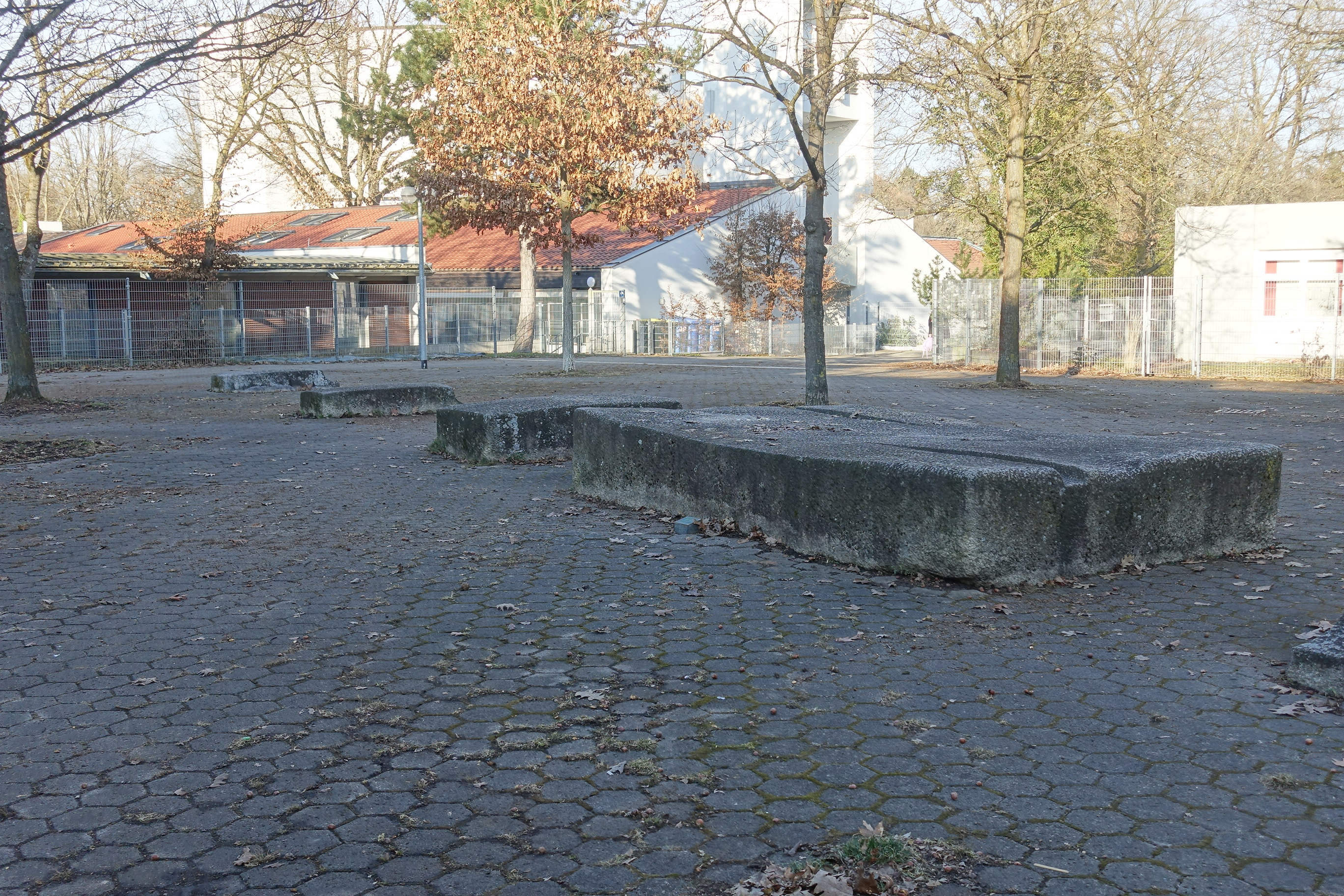
Skulpturenensemble Allegorie des Wassers: Tisch, Lage: Giesbertstraße / Feulnerstraße⊙
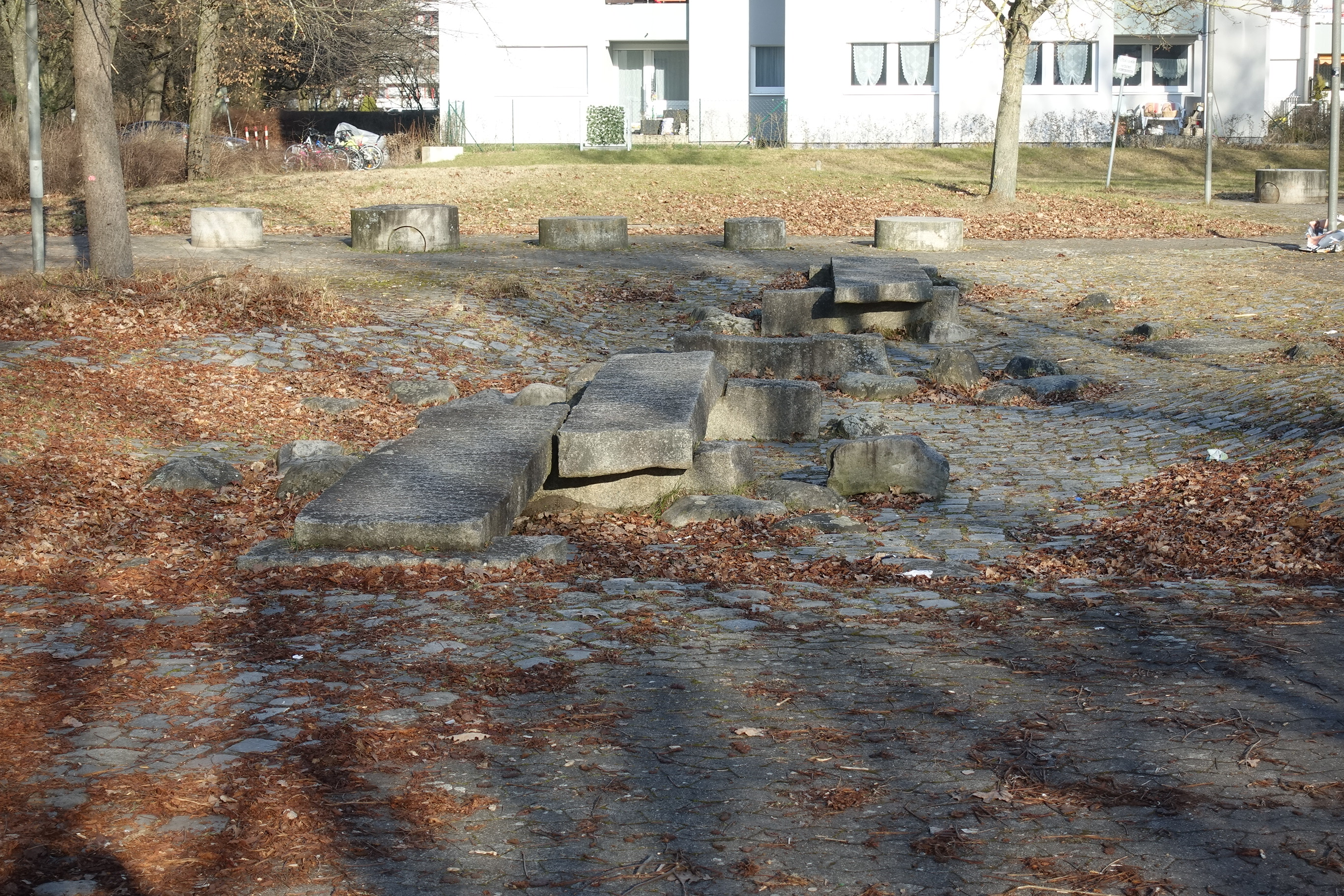
Skulpturenensemble Allegorie des Wassers: Brücke, Lage: Fußgängerbereich Görlitzer Straße / Glogauer Straße⊙
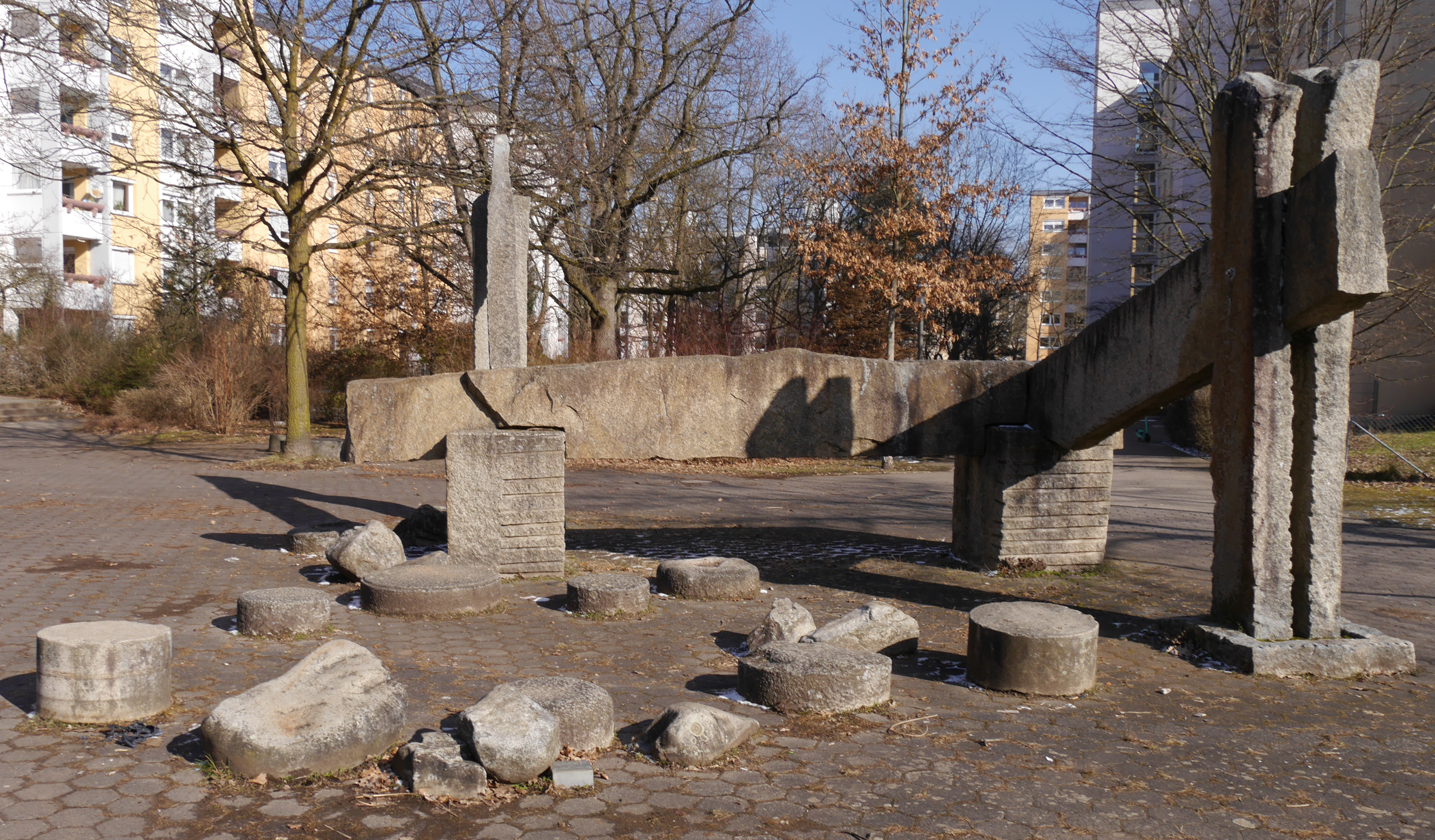
Skulpturenensemble Allegorie des Wassers: Wassertor, Lage: Giesbertstraße/Feulnerstraße⊙

### Weitere Werke (Auswahl)

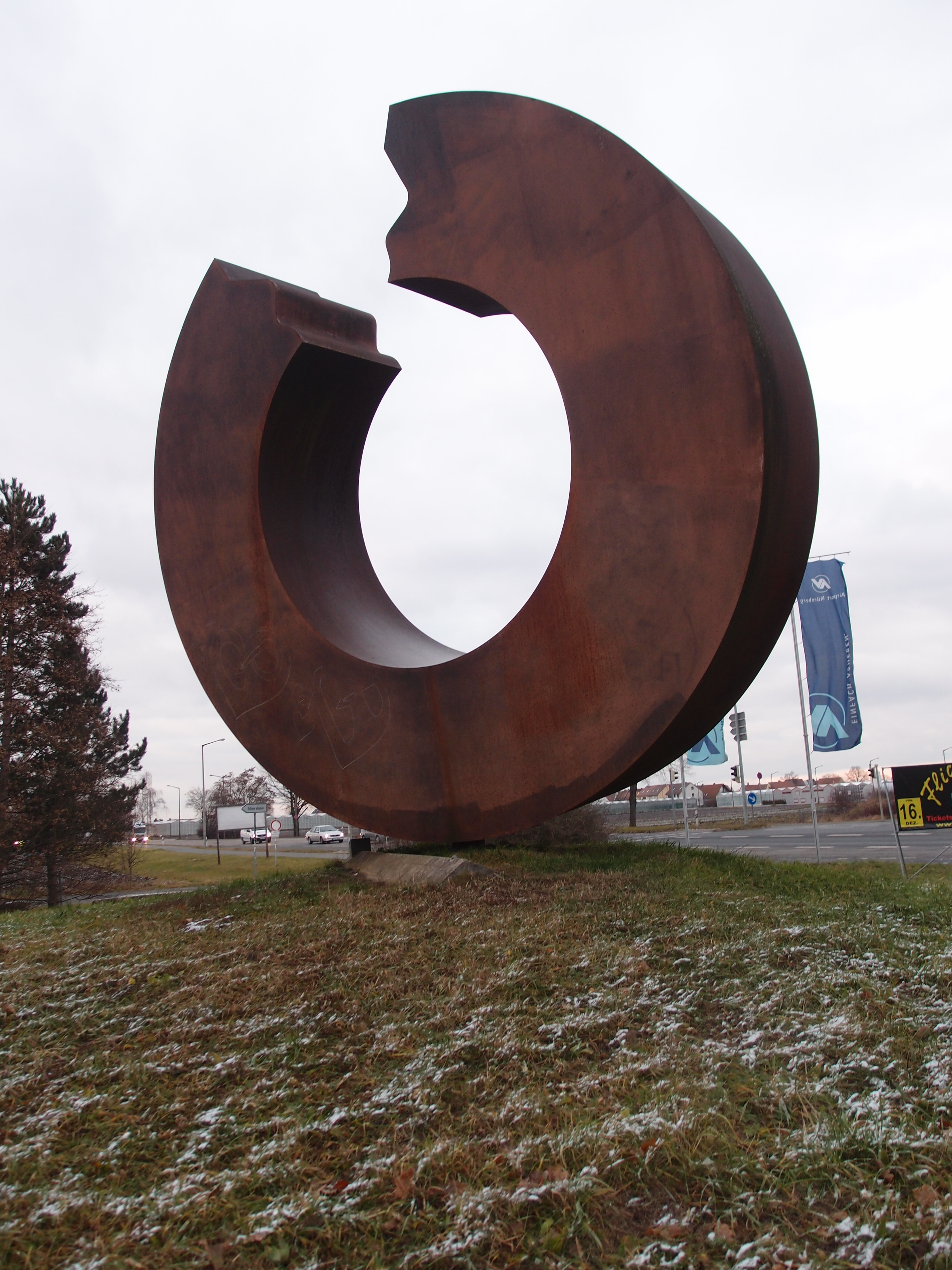
Unexpected I von Buky Schwartz, Plastik aus Corten-Stahl, Lage: Marienstraße/Flughafenstraße⊙
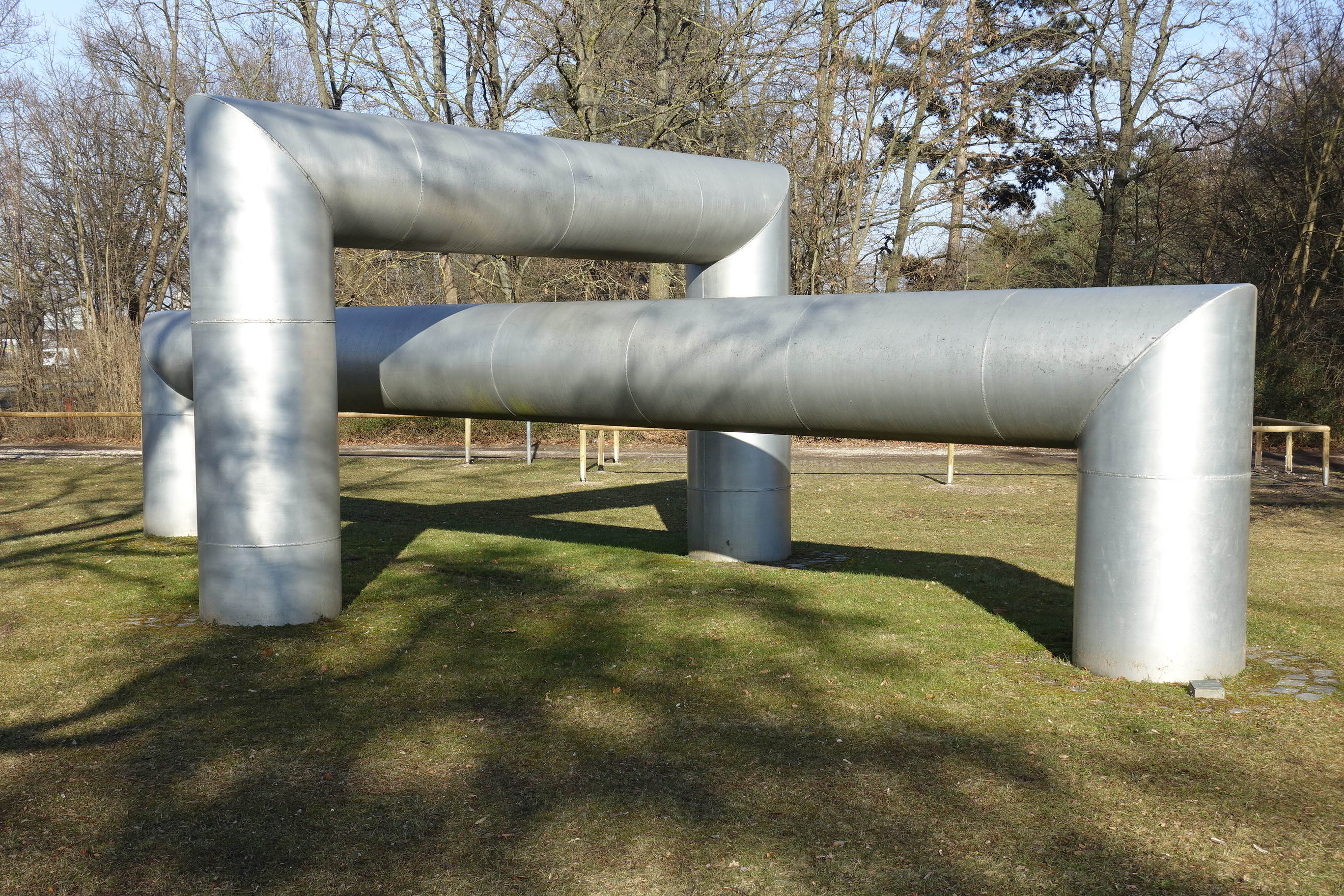
Plastik zum Durchschreiten von Barna von Sartory Ecke Glogauer Straße / Breslauer Straße⊙
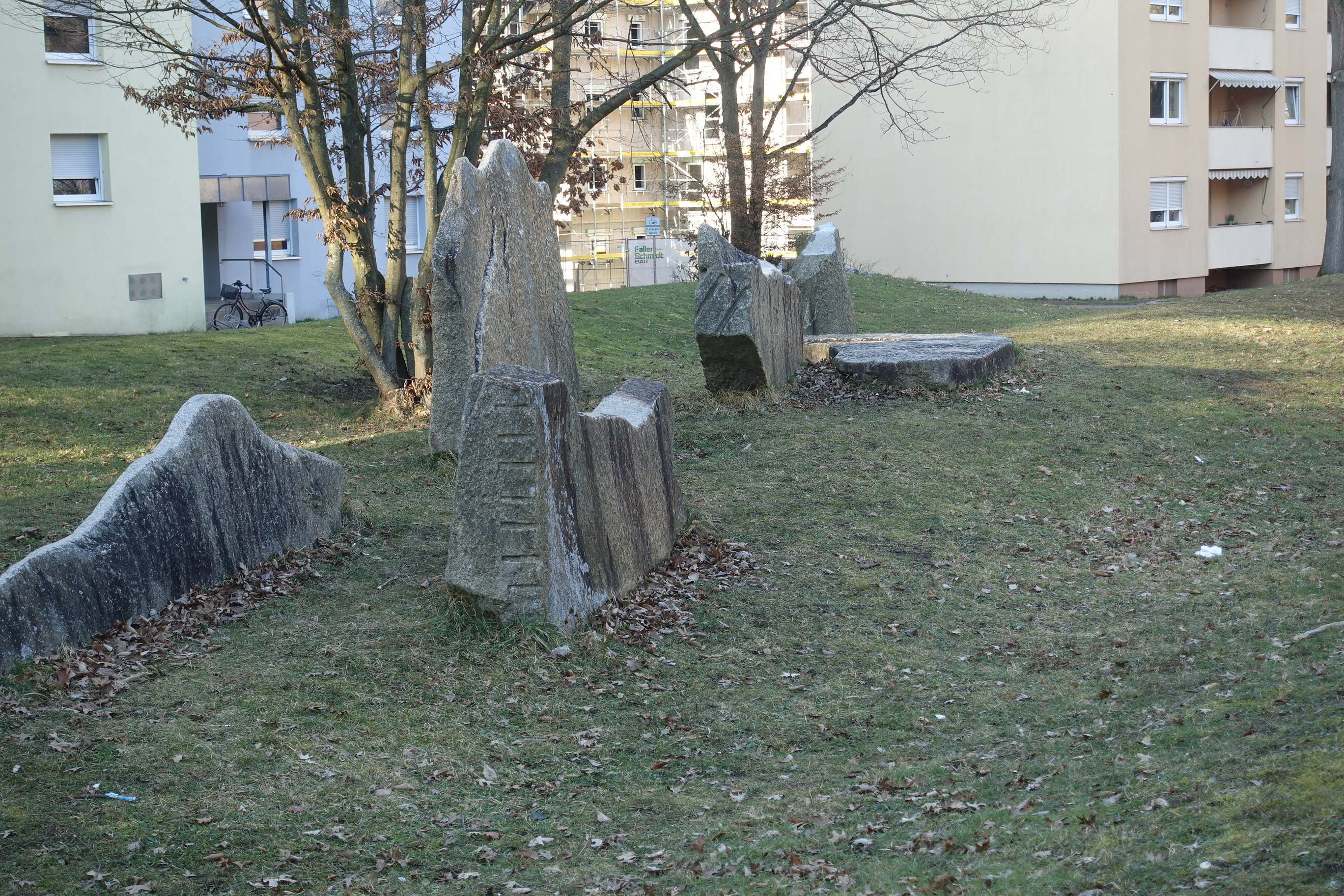
ohne Titel von japanischem Bildhauerteam Fußgängerbereich Franz-Reichel-Ring⊙
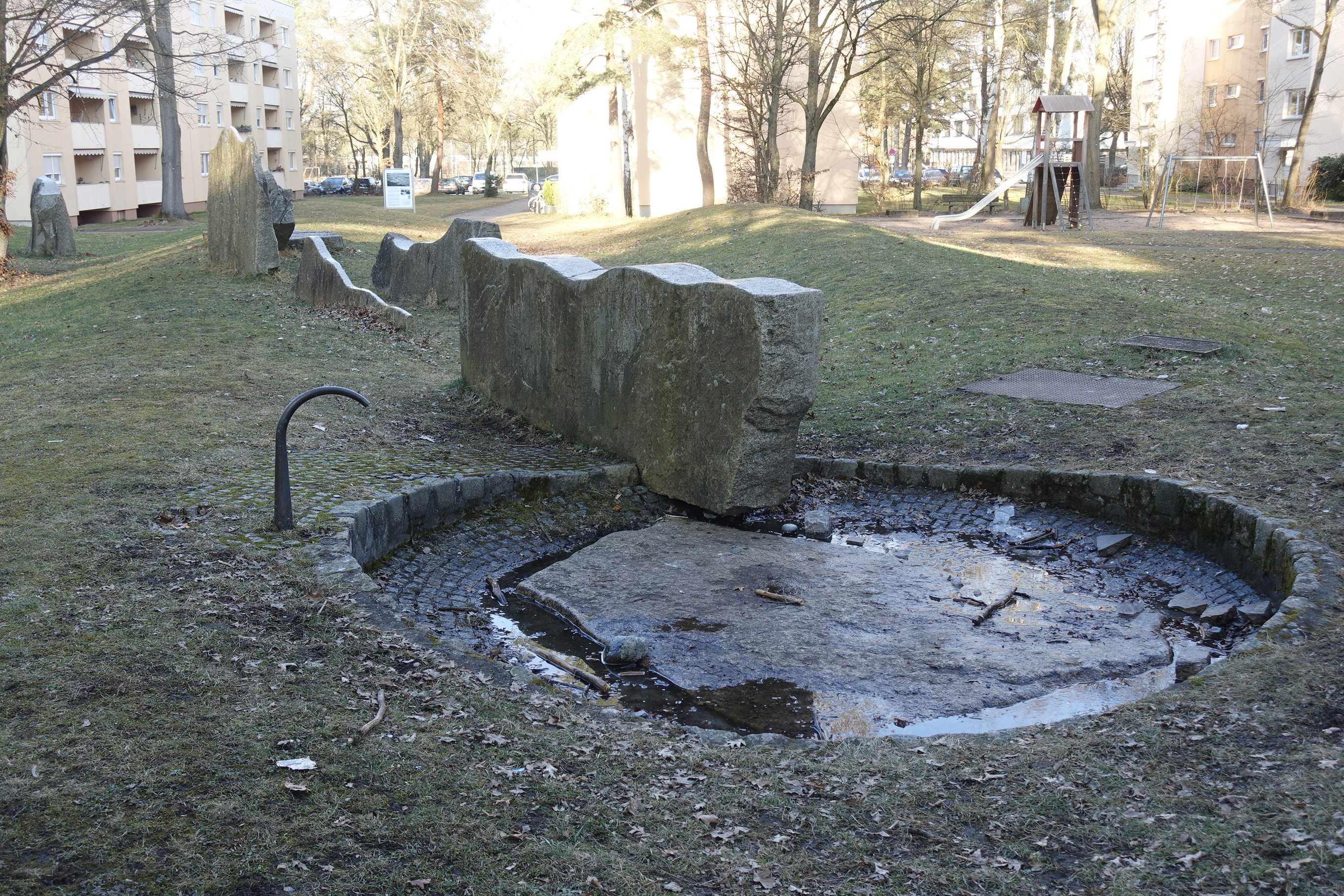
ohne Titel von japanischem Bildhauerteam Fußgängerbereich Franz-Reichel-Ring⊙
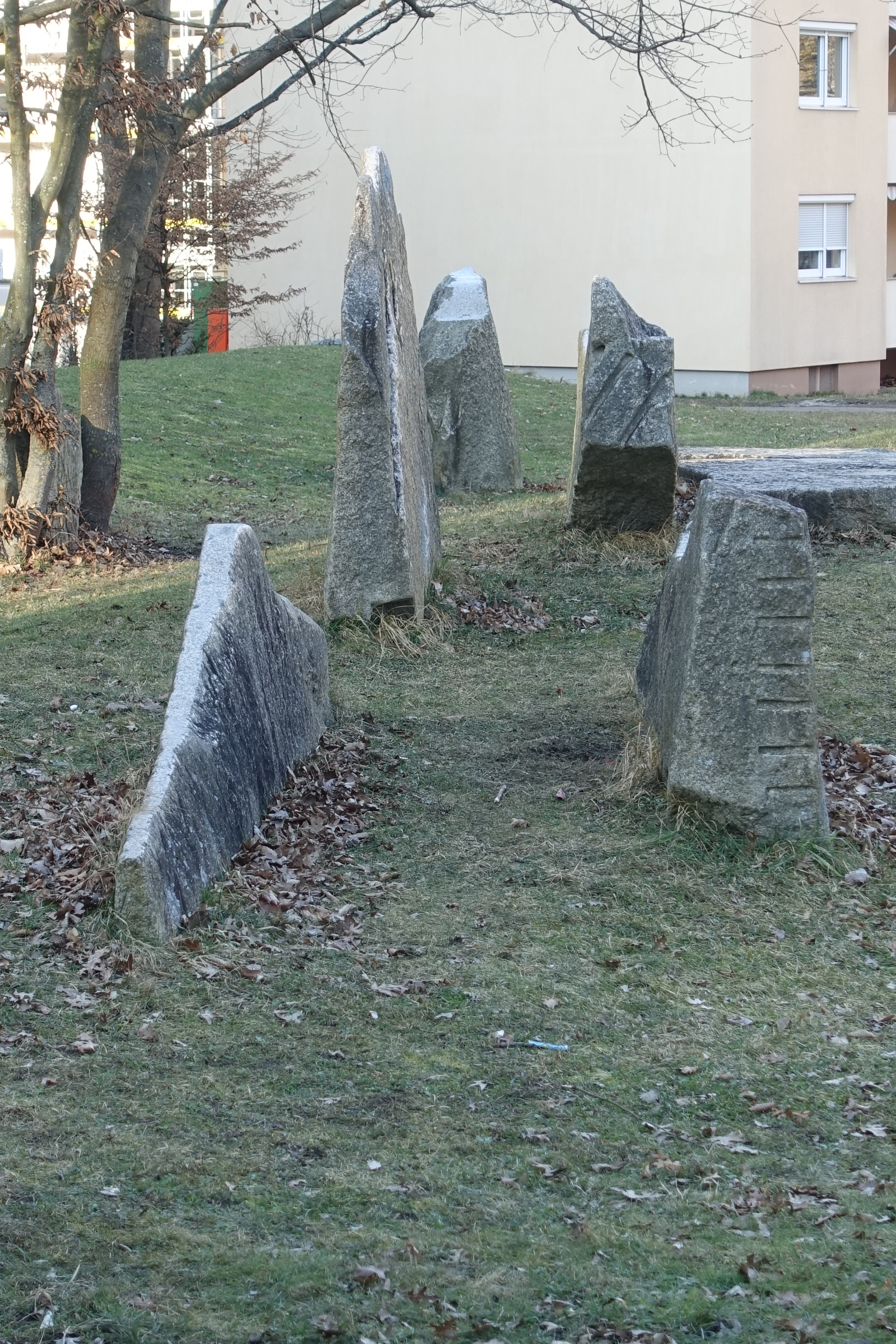
ohne Titel von japanischem Bildhauerteam Fußgängerbereich Franz-Reichel-Ring⊙
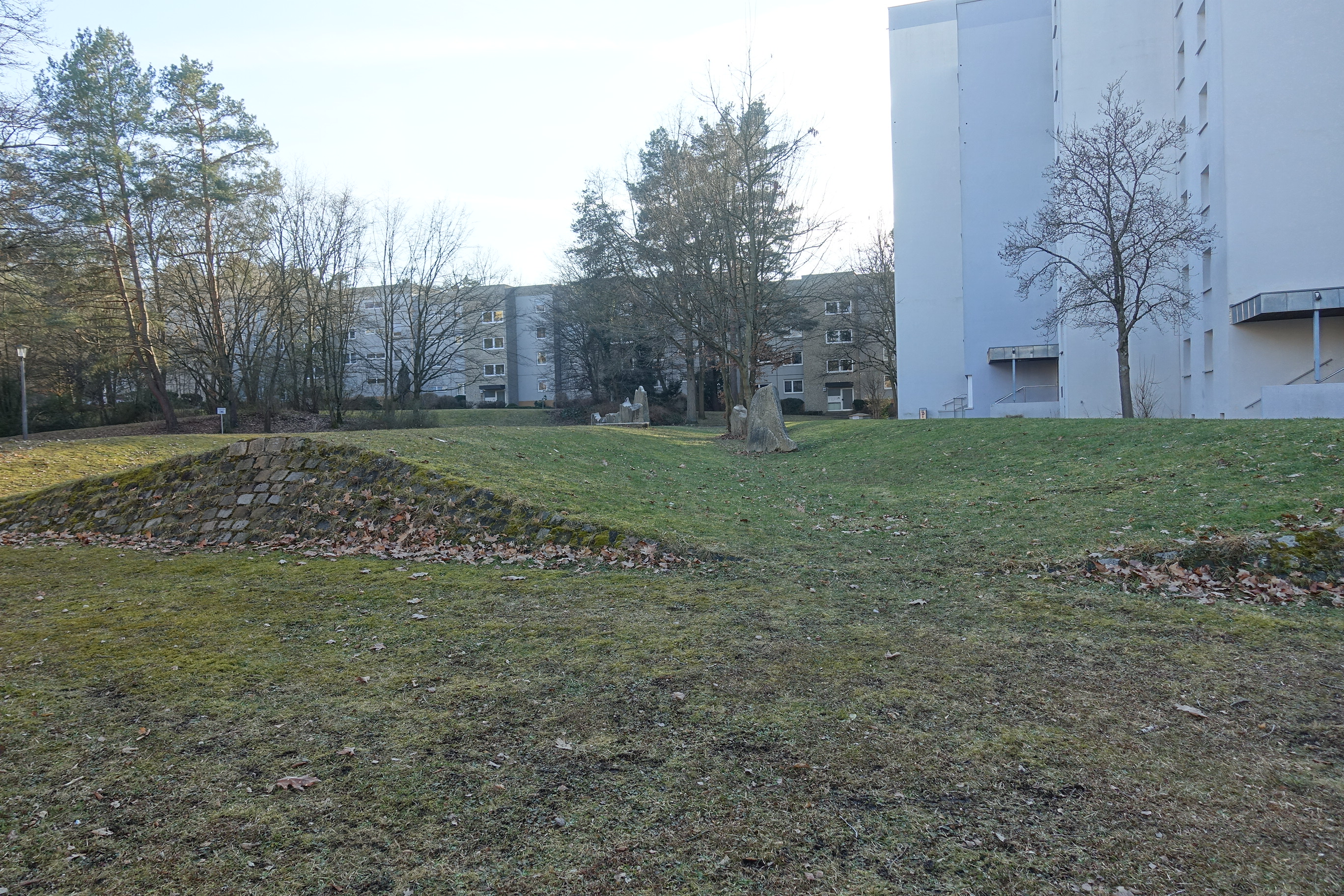
ohne Titel von japanischem Bildhauerteam Fußgängerbereich Franz-Reichel-Ring⊙
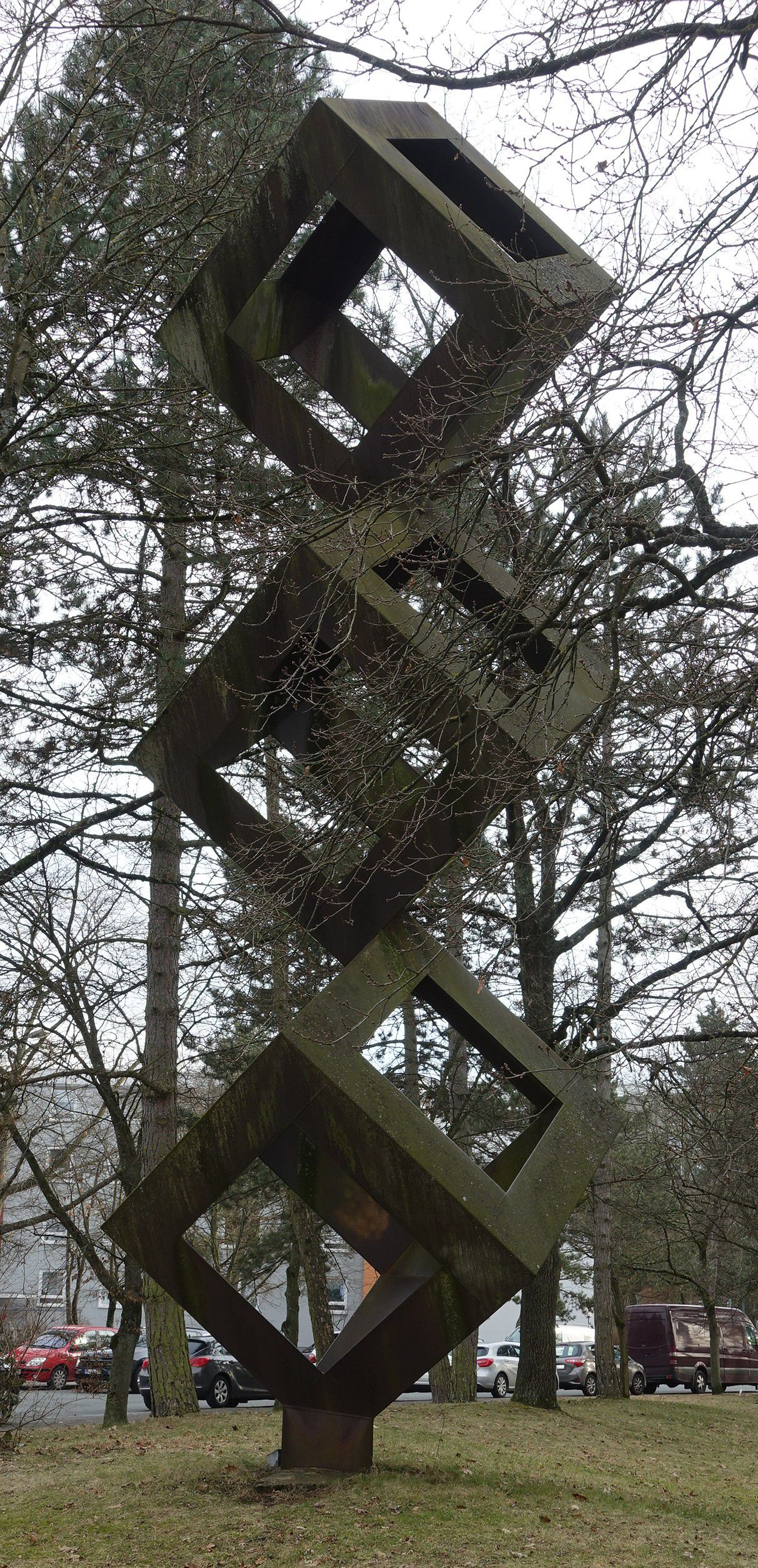
ohne Titel von Joachim Wolff Ecke Zugspitzstr/Wettersteinstraße⊙
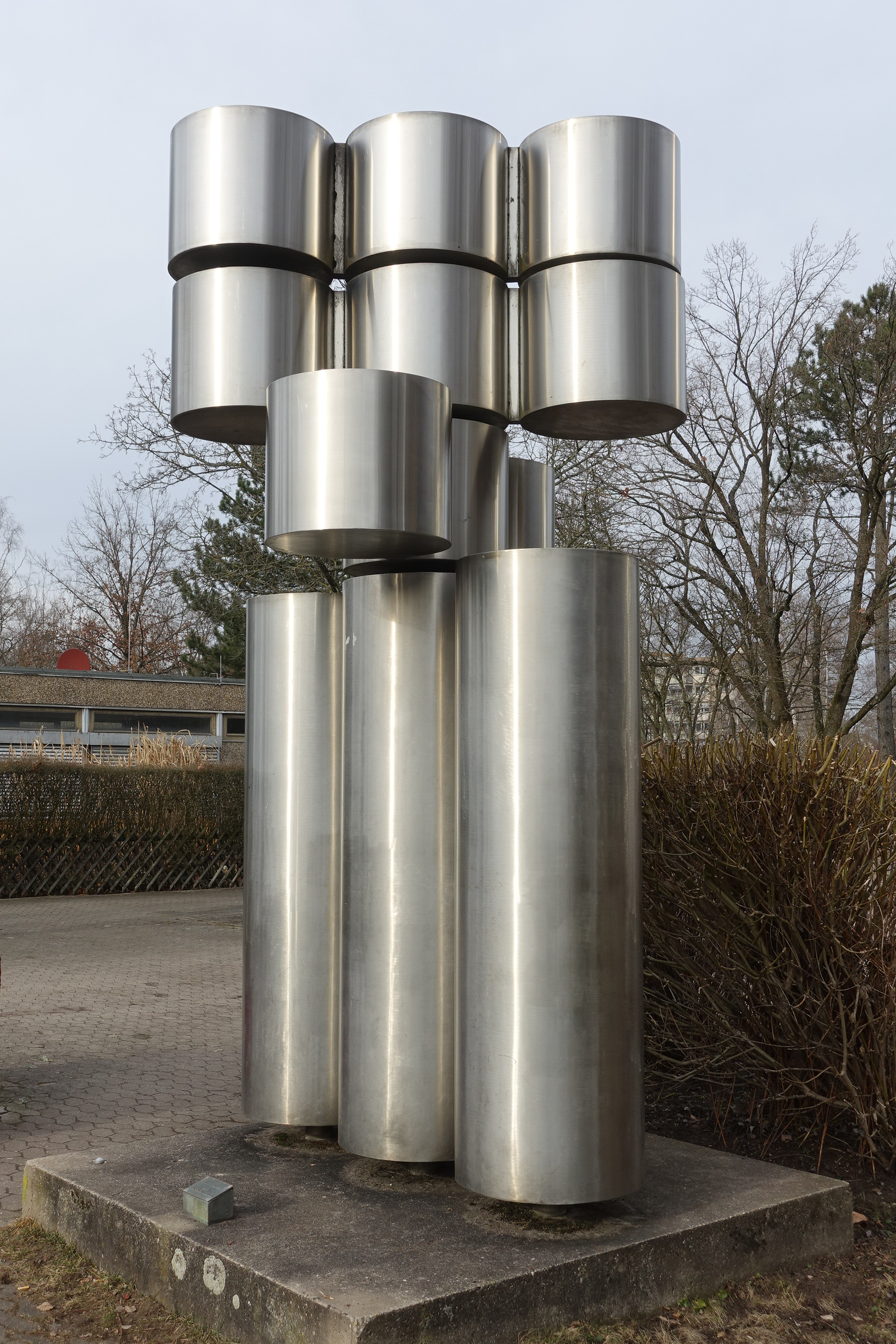
ohne Titel von Günter Tollmann an der Grundschule Zugspitzstraße⊙